# 앨리스 티솟

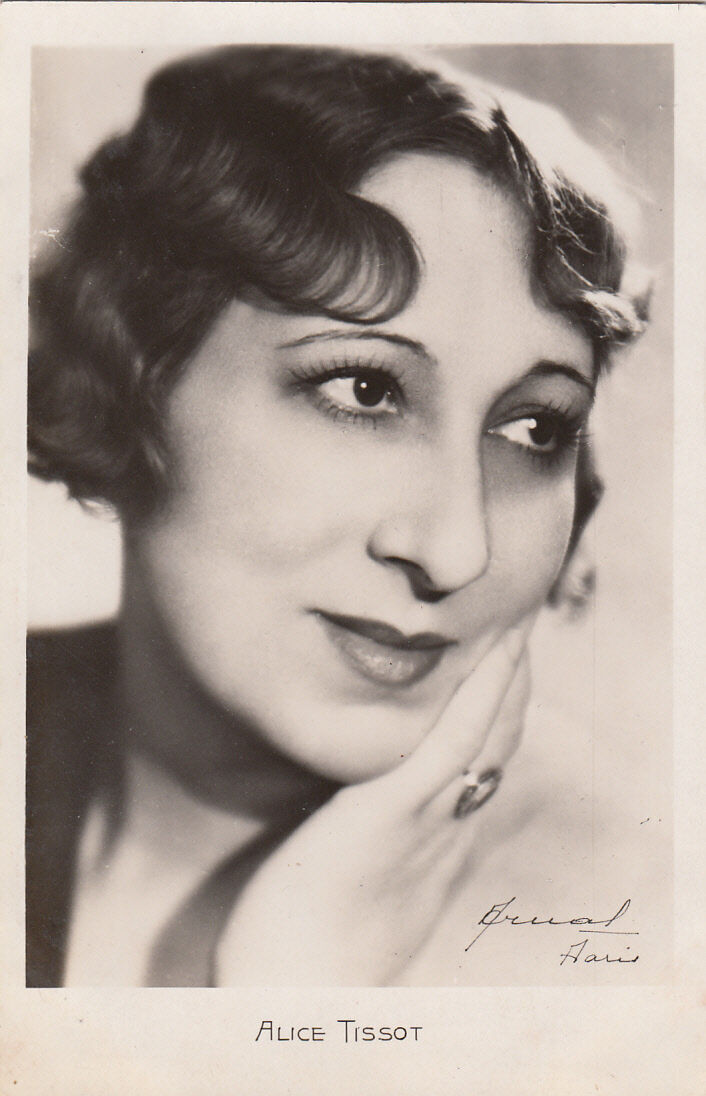

앨리스 티솟(Alice Tissot, 1890년 1월 1일 ~ 1971년 5월 5일)은 프랑스의 배우이다.
파리 16구에서 태어났으며 파리 15구에서 사망하였다. 사인은 후두암이다. 페르 라셰즈 묘지에 매장되었다.

## 영화
- 지상 최대의 작전 (1962년)
- 릴라의 문 (1957년)
- 프라카스 장군 (1943년)
- 보바리 부인 (1933년)
- 이탈리아의 맥고 모자 (1927년)